# Eremogone aberrans
Eremogone aberrans là loài thực vật có hoa thuộc họ Cẩm chướng. Loài này được Marcus Eugene Jones mô tả khoa học đầu tiên năm 1930 dưới danh pháp Arenaria aberrans. Năm 1973 Sergei Sergeevich Ikonnikov chuyển nó sang chi Eremogone.

## Phân bố
Loài bản địa Arizona ở tây nam Hoa Kỳ.